# Вимин
Вимин (VI век) — епископ, отшельник Голливудский. День памяти — 21 января.
Святой Вимин (Vimin), или Вивиан (Vivian), или Виннин (Wynnin), или Гвиннин (Gwynnin) был епископом в Шотландии. История его жизни довольно запутана. По преданию, он был основателем монастыря в Голливуде, что в Нитсдейле (Holywood
at Nithsdale). Это соотносится с тем, что он был настоятелем в Файфшире, где его поставили во епископы. Он активно проповедовал в тех краях.
Дабы избежать греха гордыни святой удалился в пустынное место, где основал «Святой лес» (Holywood, «Sacrumboscum»), который впоследствии стал известен тем, что оттуда вышли многие святые и учёные люди. Род Вемсе (Wemse) в Файфшире, по преданию, тот же самый, что и род св. Вимина.